# Casimiro Sperino
Casimiro Sperino (Scarnafigi, 31 agosto 1812 – Torino, 12 febbraio 1894) è stato un politico italiano.
Fu senatore del Regno d'Italia nella XV legislatura. È stato il fondatore dell'ospedale Oftalmico di Torino, oggi a lui intitolato.
È sepolto nel Cimitero monumentale di Torino.